# Мулату Астатке
Мулату Астатке (Џима, 19. децембар 1943) етиопски је музичар и аранжер познат као отац Етио-џеза.
Рођен у западном делу Етиопије, у граду Џима, Мулату се музички образовао у Лондону, Њујорку и Бостону, где је комбиновао своје интересовање за џез и латино музику са традиционалном музиком Етиопије. Астатке је водио своју групу свирајући вибрафон и конго бубњеве - инструменте које је увео у етиопску популарну музику, као и друге удараљке и клавијатуре. Његови албуми су оријентисани пре свега на инструменталну музику, и Астатке се појављује на сва три позната албума инструментала које су објављена за време етиопских златних '70-их.

## Каријера

### Младост
Астаткеова породица послала је младог Мулатеа на студије инжењеринга у Вејлс 1950. године. Уместо тога, он је започео своје образовање на Линдисфарн колеџу близу Врексама пре него што је стекао музичку диплому на студијама на Тринити колеџу музике у Лондону. Сарађивао је са џез перкусионистом Френком Холдером. Године 1960. Астатке се преселио у Сједињене Америчке Државе и постао први студент из Африке који је успео да упише музички колеџ Беркли у Бостону. Студирао је вибрафон и удараљке.
Живећи у САД, Астатке се заинтересовао за латино џез и снимио своја прва два албума, Афро-латино соул, Делови 1 и 2, у Њујорку 1966. Истакнута караактеристика албума је била Астаткеов вибрафон, праћен клавиром и конго бубњевима, свирајући латино ритмове. Албуми су били у целини инструментални, са изузетком песме I Faram Gami I Faram, која је отпевана на шпанском језику. Иако се ови албуми скоро не могу разликовати од других латино-џез албума из овог периода, неке нумере су садржале елементе Астаткеовог будућег рада, а он је установљен као музичар који је заслужан за увођење конго и бонго бубњева као стандардних елемената у етиопској популарној музици.
Раних '70-их, Астатке је оформио свој нови звук, који је назвао Етио-џез, вративши се у своју домовину, док је наставио да ради у САД. Сарађивао је са многим истакнутим уметницима у обе земље, аранжирајући и свирајући на албумима Махмуда Ахмеда, и појављивајући се као специјални гост са Дјуком Елингтоном и његовим бендом током турнеје у Етиопији 1973.
Астатке је снимио албум Мулату од Етиопије (1972) у Њујорку, али је већину музике објавио под етикетом Амха Рекордс у Адис Абеби, у Етиопији, укључујући неколико синглова, албум Јекатит етио џез (1974), као и шест од десет нумера на компилацијама Етиопски модерни инструментални хитови. Албум Јекатит етио џез комбинује традиционалну етиопску музику са америчким џезом, фанком и соулом.
До 1975, Амха рекордс је стала са радом, након Дерг војне хунте која је приморала власнике ове етикете да напусте земљу. Астатке је наставио да ствара и свира музику за албум Tche Belew Хаилу Мергиа и Валиас бенда 1977, пре него што је и Валиас напустио Етиопију због међународних турнеја. До '80-их Астаткеова музика је била углавном заборављена изван његове домовине.

### Скорији радови
У раним '90-им, многи колекционари плоча поново су открили музику Мулату Астаткеа и претраживали су залихе плоча тражећи копије његових издања из '70-их. Године 1988. париска издавачка етикета Буда мјузик почела је да реиздаје многе Амха и Етио-џез албуме на компакт дисковима као део серијала Éthiopiques. Прво од ових издања посвећено једном музичару било је Éthiopiques Volume 4: Ethio Jazz & Musique Instrumentale, 1969–1974, Мулату Астаткеа. Албум је донео Астаткеову музику интернационалној публици.
Астаткеова музика имала је утицај на друге музичаре из региона Хорн, као што је Кејнан. Његова публика са запада је увећана када је филм Сломљено цвеће (2005), Џима Џармуша музички обојен са седам његових песама, укључујући и ону изведену са камбоџијско-америчким рок бендом Dengue Fever. Национални радио користио је његове инструментале као подлогу водитељском говору или између делова програма, нарочито програм Овај амерички живот. Делове његових радова користили су Нас, Демијан Марли, Кање Вест, Кат Кемист, Квантик, Мадлиб и Одиси.
Након упознавања са бендом Идер/Оркестра из Масечустеса, у Адис Абеби 2004, Астатке је започео сарадњу са овим бендом, почевши са наступима у Скандинавији у лето 2006, као и у Лондону, Њујорку, Немачкој, Гластонберију (ВБ), Даблину и Торонту 2008. У јесен 2008. сарађивао је са лондонским саставом The Heliocentrics на албуму Inspiration Information Vol. 3, који је укључивао обраде његовог Етио-џез класика са новим материјалима бенда Хелиоцентрикс и својим.
Године 2008. завршио је, као стипендиста, Редклифов Институт на Харвард Универзитету, где је радио на модернизацији традиционалних етиопских инструмената и премијерно представио део нове опере The Yared Opera. Био је уметник у резиденцији на Масачусетском технолошком институту, предајући и одржавајући радионице, а био је и саветник у MIT Media Lab на пројекту креирања модерне верзије традиционалног етиопског инструмента крар.
Првог фебруара 2009, Астатке је наступио у Лукман дворани у Лос Анђелесу са бендом које су чинили и Бени Мопин, Азар Лоренс и Фил Ранбелин. Објавио је дупли ЦД, компилацијски албум намењен за продају искључиво путницима Етиопиен Ерјланса, са првим диском који је садржао компилацију стилова из различитих региона у Етиопији, док се други диск састојао од оригалнене студијске музике.
У мају 2012. Беркли музички колеџ наградио је овог музичара почасном дипломом доктора музике.
Године 2015. Астатке почиње снимање албума Cradle of Humanity са бендом Black Jesus Experience, који је премијерно изведен на Мелбурнском џез фестивалу 2016, са пратећом турнејом по Аустралији и Новом Зеланду.

## Дискографија

### Као вођа бенда
- Maskaram Setaba 7" (1966)
- Afro-Latin Soul, Volume  (1966)
- Afro-Latin Soul, Volume 2 (1966)
- Mulatu of Ethiopia (1972)
- Yekatit Ethio-Jazz (1974)
- Plays Ethio Jazz (1989)
- Mulatu Astatke
- Assiyo Bellema
- Éthiopiques, Vol. 4: Ethio Jazz & Musique Instrumentale, 1969–1974 (1998)
- Mulatu Steps Ahead са Either/Orchestra (2010)
- Sketches of Ethiopia (2013)

### Као музичар и сарадник
- Tche Belew са Хеилом Мергие и The Walias Band (1977)
- Inspiration Information са The Heliocentrics (2009)
- Cradle of Humanity са Black Jesus Experience (2016)

### Учешће у компилацијама
- Ethiopian Modern Instrumentals Hits (1974)
- New York–Addis–London: The Story of Ethio Jazz 1965–1975
- The Rough Guide to the Music of Ethiopia (2004 album)|The Rough Guide to the Music of Ethiopia (2004)
- Broken Flowers (2005)